# Maigret dal giudice
Maigret dal giudice (titolo originale francese Maigret chez le coroner, pubblicato in traduzione italiana anche col titolo Maigret va dal coroner) è un romanzo di Georges Simenon con protagonista il Commissario Maigret.
Il romanzo è stato scritto a Tucson, Arizona (USA) dal 21 luglio al 30 luglio 1949, pubblicato per la prima volta in Francia il 31 ottobre dello stesso anno, presso l'editore Presses de la Cité.
È il trentaduesimo romanzo dedicato al celebre commissario ed è il romanzo di Simenon più pubblicato e venduto in lingua francese: la tiratura totale raggiunge le seicentomila copie, seguono Tre camere a Manhattan con oltre cinquecentomila copie, e Lettera al mio giudice e La neve era sporca, entrambi con oltre quattrocentomila copie.

## Trama

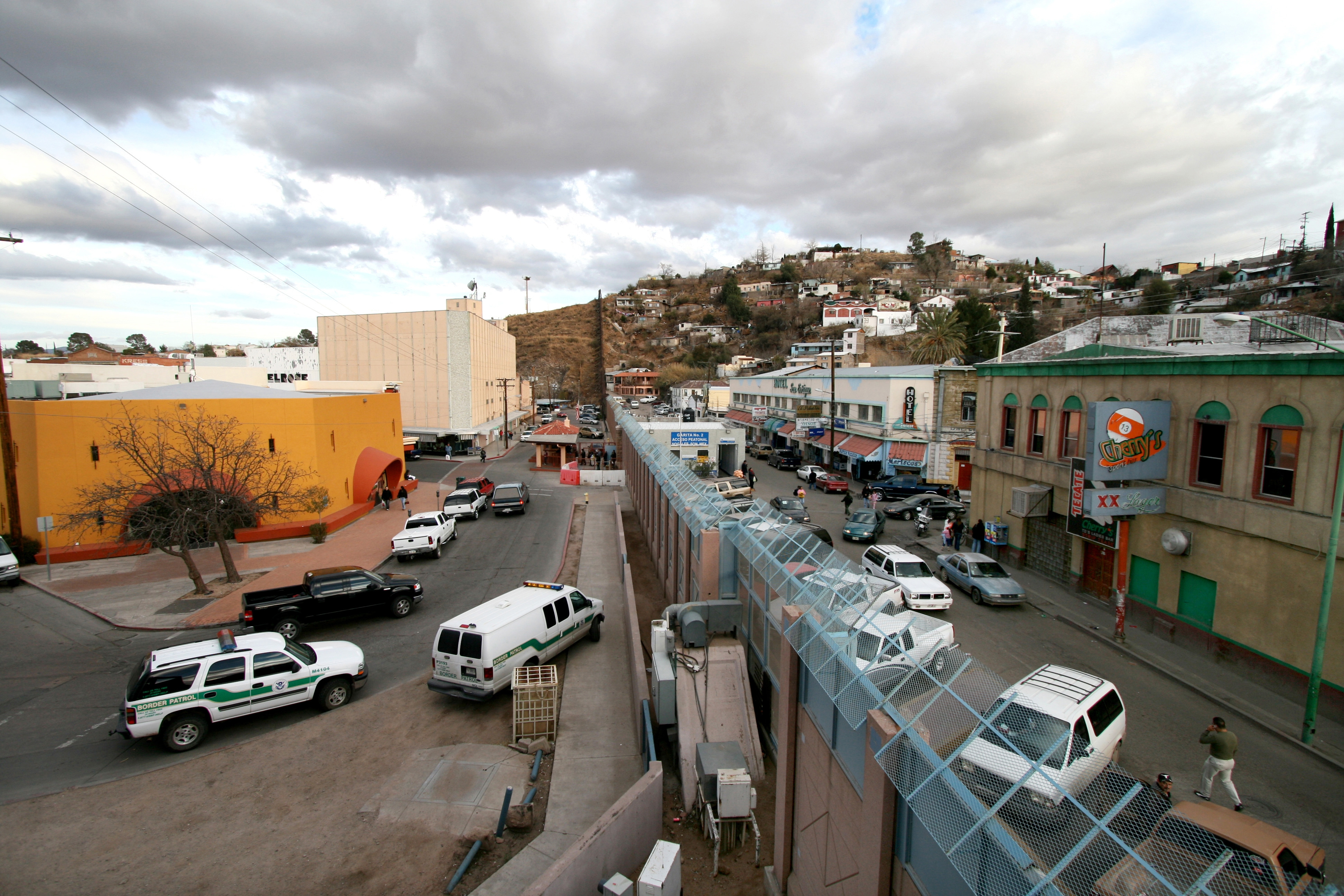
A destra Nogales, Arizona, e a sinistra Nogales, Messico

Il corpo di Bessy Mitchell è stato ritrovato il 28 luglio, mutilato sulla strada ferrata tra Tucson e Nogales, in Arizona. Era stata vista il giorno prima con cinque militari della base aerea di Davis Mountain: i sergenti Ward, O'Neil, Dan Mullins e Jimmy Van Fleet e il caporale Lee Wo. Maigret assiste alle sedute pubbliche dell'indagine condotta dal coroner (ovvero il giudice statunitense) per determinare l'atto d'accusa, se ce n'è una, se si tratta d'incidente, suicidio o altro atto criminale. Attraverso questo caso, Maigret entra in contatto con la mentalità della provincia americana, tra pubblico chiassoso e accaldato di rancheros da film western, omertà e contraddizioni dei giovani soldati e incertezza degli sceriffi locali. Alcune certezze sono tuttavia emerse. La sera del 27 luglio dopo una sbornia a casa del musicista Tony Lacour, Bessy, considerata una ragazza facile, e i cinque ragazzi hanno deciso di passare il resto della notte a Nogales. Lungo la strada la ragazza, che durante la serata stava con Mullins, litiga con Ward e vuole tornare indietro. Scende dall'automobile e allora gli altri decidono di tornare a Tucson. Tre di loro, Van Fleet, O'Neil e Lee tornano in taxi, dicono per cercarla, e di non averla trovata. Poi Van Fleet ammette che lui e O'Neil, nel tentativo di dividersela l'hanno fatta arrabbiare (non è una prostituta) e fuggire. Mentre Ward e Mullins, ubriachi, dicono di essersi addormentati in macchina. Non sapremo molto di più, né sapremo la decisione della giuria perché Maigret, colpito dall'ingenuità del processo, deve comunque volare a Los Angeles per continuare il suo viaggio di studio.

## Edizioni
Il romanzo è stato pubblicato per la prima volta presso l'editore Presses de la Cité nel 1949.
In Italia è apparso per la prima volta nel 1956, tradotto da Sarah Cantoni, e pubblicato da Mondadori nella collana "Il girasole. Biblioteca economica Mondadori" (n° 51). Sempre per lo stesso editore è stato ripubblicato in altre collane o raccolte tra gli anni sessanta e novanta (dal 1990 nella traduzione di Marianna Basile). Nel 2001 il romanzo è stato pubblicato presso Adelphi con il titolo Maigret va dal coroner, tradotto da Giulio Minghini, nella collana dedicata al commissario (parte de "gli Adelphi", al nº 186).

## Film e televisione
Un solo adattamento del romanzo per la televisione:
- Episodio dal titolo Maigret en Arizona, facente parte della serie televisiva Les enquêtes du commissaire Maigret per la regia di Stéphane Bertin, trasmesso per la prima volta su Antenne 2 il 25 aprile 1981, con Jean Richard nel ruolo del commissario Maigret.